# 波音737 MAX
波音737 MAX是波音公司所研發、製造及銷售的一款窄體飛機，為波音737家族的第四代成員，基於新世代波音737所研發，並意圖取代之。該系列主要的變化是使用了更大和更有效的CFM International LEAP-1B引擎。機體也進行了一些改造。波音於2017年5月交付首架737 MAX，也即波音737首飛50年之后。截至2024年1月已有超過6,200多架737 MAX訂單。
自2018年底開始，737 MAX客機就因其品質安全問題而飽受詬病並多次禁飛。2018年10月29日的印尼獅子航空610號班機以及2019年3月10日的埃塞俄比亞航空302號班機均因為737 MAX新加裝的MCAS軟件設計缺陷而墜毀，其間隔時間尚不到半年，因此多國自2019年3月11日開始下令停飛波音737 MAX所有型號。截至3月13日，已交付的波音737MAX所有型號已被全球各持有国禁飛。2020年6月29日，美国联邦航空管理局发表声明表示，一架波音737 MAX自华盛顿州西雅图的波音机场起飞，並进行数小时的首轮飞行测试；同年11月17日，聯邦航空總署解除波音737 MAX的禁飛，批准該機型的飛機復飛。最早实施禁飞的中国民用航空局，于2021年12月2日给出适航许可。然而在軟件設計缺陷問題解決後，該系列的子型號737 MAX 9又因为在2024年1月6日阿拉斯加航空1282號班機上其翼後門塞的疑似設計缺陷發生脫落事故，隨後該型號再次遭到FAA禁飛並同時被全球航空公司自行停飛。

## 历史

### 设计目的
自2006年起，波音已經開始討論用一種延續波音787的簡潔設計(內部稱爲"波音Y1") 的飛機來取代737。但最終決策被推遲至2011年。
在2010年，空客開始了裝配有新引擎的空客A320neo，新引擎能夠提高燃油效率和運營效率。空巴預計新飛機於2016年投入服務。這項決策獲得了多間航空公司的積極回應，它們亦開始下單訂購這種新飛機。來自航空公司追求燃油效率的壓力迫使波音升級737：裝配新引擎（而非波音Y1設計）。2011年8月30日，公司董事會批准了737 MAX項目。波音聲明737 MAX將會比現有的空巴A320省油16%，比A320neo省油4%。波音預計737 MAX的航程將會趕上或超越A320neo。

### 生產與測試
第一架737 MAX 8于2015年12月8日下线，2016年1月29日上午9时46分从伦顿机场起飞，然后于中午12时33分降落在波音机场，完成历时两小时47分的首次飞行。2017年3月8日取得FAA認證，並於3月27日取得EASA的認證。
新家族擁有5種型號：737 MAX 7（基於波音737-700）、737 MAX 8（基於波音737-800）和737 MAX 9（基於波音737-900ER），分别基於波音737新世代銷量最好的几款型號，還有將737 MAX 8增大起飞重量以适应高密度航线的737 MAX 200以及對抗A321neo的737MAX10。
2023年1月下旬，波音宣布第四条生产线将在华盛顿州埃弗里特的波音埃弗里特工厂建设。该生产线将取代曾经的波音787生产线。

### 订单与销售
一開始，除美國航空外的737 MAX客戶並未被披露。2011年11月17日，波音公佈了其他兩家客戶的名字：獅子航空、Aviation Capital Group。同時，波音公佈了9家用戶簽訂了700架737 MAX的意向購買協議。2011年12月13日，西南航空宣佈它們將會是737 MAX的啓動用戶：150架訂購協議與150架選擇權。2011年12月，波音已經有13家客戶的948架737 MAX的意向和確認訂購協議。
2012年1月底，挪威航空快線宣佈了100架737 MAX的訂單，同時也訂購了22架波音737-800和100架空巴A320neo。這是歐洲的航空公司第一次訂購737 MAX。訂單價值共計114億美元。2012年7月，維珍澳大利亞宣佈訂購23架MAX飛機。該月稍晚些時候，Air Lease Corporation (ALC)宣佈了75架737 MAX的訂單。2012年7月12日，美國聯合航空宣佈了100架737 MAX的訂單和50架737-900ER的訂單，總價值148億美元。並於2017法茵航展時改為737MAX10。
2012年7月下旬，墨西哥國際航空宣佈訂購90架737 MAX 8飛機。2012年8月，新加坡航空子公司勝安航空宣佈訂購31架737 MAX 8和23架737-800飛機。
2012年9月，愛爾蘭的航空租賃公司Avolon宣佈確認訂購10架737 MAX 8，5架737 MAX 9和10架新世代737-800。2012年10月1日，高爾航空確認了60架737 MAX 8的訂單。10月3日，美國/愛爾蘭的飛機租賃公司GECAS確認75架737 MAX 8訂單和10架737-800訂單。同一天，一家匿名航空公司宣佈了22架737 MAX 8的意向訂單。2012年10月11日，阿拉斯加航空宣佈確認50架737訂單：20架737 MAX 8，17架737 MAX 9，和13架新世代737-900ER。2012年10月30日，俄羅斯Aviation Capital Services宣佈了35架波音737 MAX的意向訂單。2012年11月4日，科威特確認了20架波音737 MAX 8訂單。2012年11月5日，墨西哥國際航空確認了購買90架737 MAX 8和9的訂單，其中購買60架，選擇權30架。2012年11月14日，勝安航空確認了54架波音737系列的訂單：31架737 MAX 8和23架737-800。2012年12月6日，冰島航空宣佈12架737 MAX的意向訂單（8架MAX 8和4架MAX 9）。
2013年1月2日，航空租賃公司Aviation Capital Group (ACG)確認了60架737 MAX的訂單（50架MAX 8和10架MAX 9）這筆訂單之後，波音737 MAX家族的訂單超過了1000架的里程碑。2013年2月1日，美國航空確認了它們的100架737 MAX 8訂單。 2013年2月13日，冰島航空確認了12架737 MAX的訂單，之後又增加至16架（9架MAX 8和7架MAX 9）。4月9日，土耳其航空宣佈計劃購買50架737 MAX（包括50架MAX 8和10架MAX 9），並於5月14日確認。2013年5月15日，西南航空訂購30架737 MAX 7，並成爲了MAX 7的啓動客戶。藉此，西南航空共擁有180架737 MAX訂單。2013年5月31日，TUI Travel PLC宣佈意向購買60架737 MAX飛機，但未知其中包括多少MAX 8和MAX 9。TUI Travel的股東於7月10日批准了這一訂單，並且披露了它們計劃接收40架MAX 8和20架MAX 9。2013年6月17日，天馬航空宣佈訂購未知數量的737 MAX飛機，並成爲了日本第一間對這款飛機感興趣的航空公司。2013年6月19日，飛機租賃公司CIT集團確認訂購30架MAX 8飛機。同日，Travel Service Airlines意向訂購3架波音737 MAX 8。
2017年5月，首架出廠的飛機（MAX 8）已在西雅圖波音公司總廠交付給馬印航空（Malindo Air，獅子航空的子公司），成為第一家投入商業運轉的航空公司。
2017年7月15日挪威航空使用737 MAX 8投入跨大西洋航線，也是737 MAX第二家投入商業運轉的航空公司。
2017法茵航展中，波音公司拿到了340多架的737MAX10訂單。
因為此機型在四個半月內接連發生兩起全機損失空難，截至2019年3月13日此機型已被完全禁飞。
2019年3月22日，嘉魯達印尼航空宣佈取消餘下49架737 MAX 8訂單，成為全球首間取消737 MAX客機訂單的航空公司。
2019年4月17日，捷特航空宣布停飞，同时取消其全部225架737 MAX 8订单，成为全球第二家取消737 MAX订单的航司。
2019年6月18日，国际航空集团在2019年巴黎航展上宣布200架波音737 MAX意向订单，该意向订单成为在737 MAX禁飞期间的首笔订单。尽管如此，波音仍然在2019年因停飛事件失去183架波音737 MAX订单。
2020年，由於2019冠狀病毒病疫情重創航空市場，加上同一時間空中客車A320neo系列擁有比737 MAX更高的安全性、引擎性能和航程，加之MAX 7和MAX 10因停飛事件後FAA對新機型審核加嚴導致其長時間未過審批以及因此前因停產和疫情導致的零部件供應鏈危機使得大量MAX 8/9無法及時交付，大量航空公司開始取消波音737 MAX訂單並轉而購買空中客車A320neo系列。从2019年停飞到2023年，共計1202架波音737 MAX訂單被取消。
2023年4月13日，波音公司称，由于零件安装不正确，将暂停交付部分737 MAX飛機。
2024年2月21日，737 MAX项目负责人艾德·克拉克（Ed Clark）从波音公司离职，其先前于2021年3月升任737 MAX项目负责人。其他商用飛機部門高層也获改组，以进一步确保飞机品质和安全性。而美国联邦航空局对波音737 Max的生产审计後发现波音及一家主要供应商在整个制造过程中存在数十个问题。

## 設計
与2012年后生产和改装后的波音737新世代和波音757-300一样，机舱内饰預設采用波音天空内饰，而驾驶舱则首次不配备观星窗。同时改用与波音787和波音747-8同样的锯齿形引擎整流罩和U型超临界机翼设计。

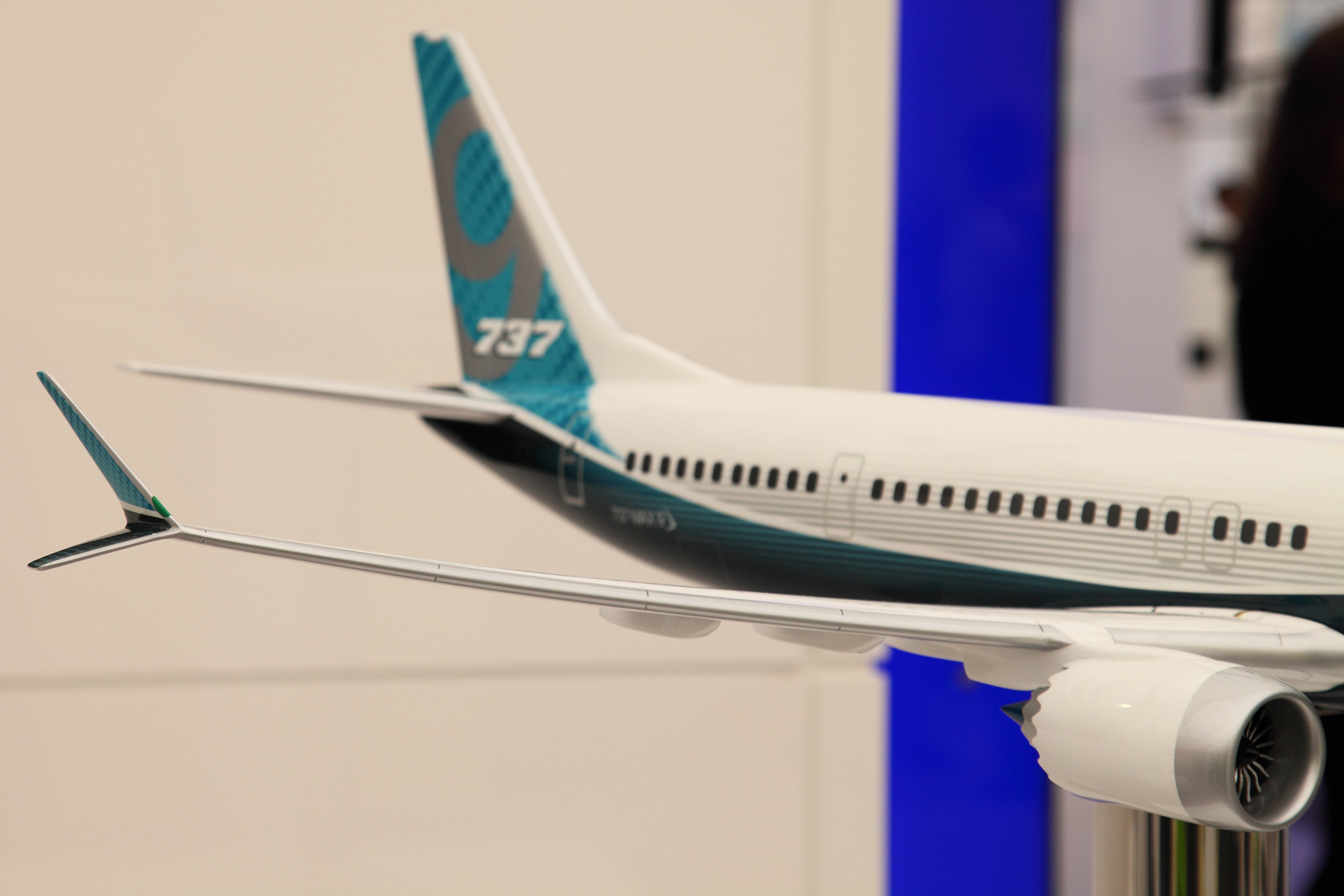
737 MAX上全新设计的先進技術翼帆

737MAX將裝備Advanced Technology Winglet (ATW，先進技術翼帆）。波音認為這種新的設計將能夠讓燃油效率額外提升1.5%，而737 MAX本身已經能夠使燃油效率提升10-12%。
生產商決定不改變飛機內艙，因為他想使737 MAX與新世代737保持一致。波音在737 MAX上增加电传操纵系统，雖然Albaugh說改变將會“非常小”。波音也確認這套电传操纵系统也會運用到擾流板上。

### 引擎

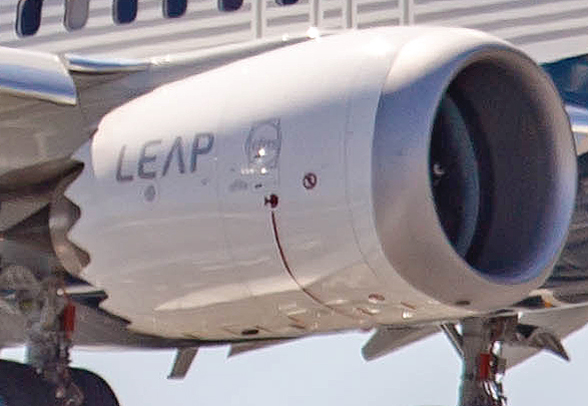
蛋殼型整流罩

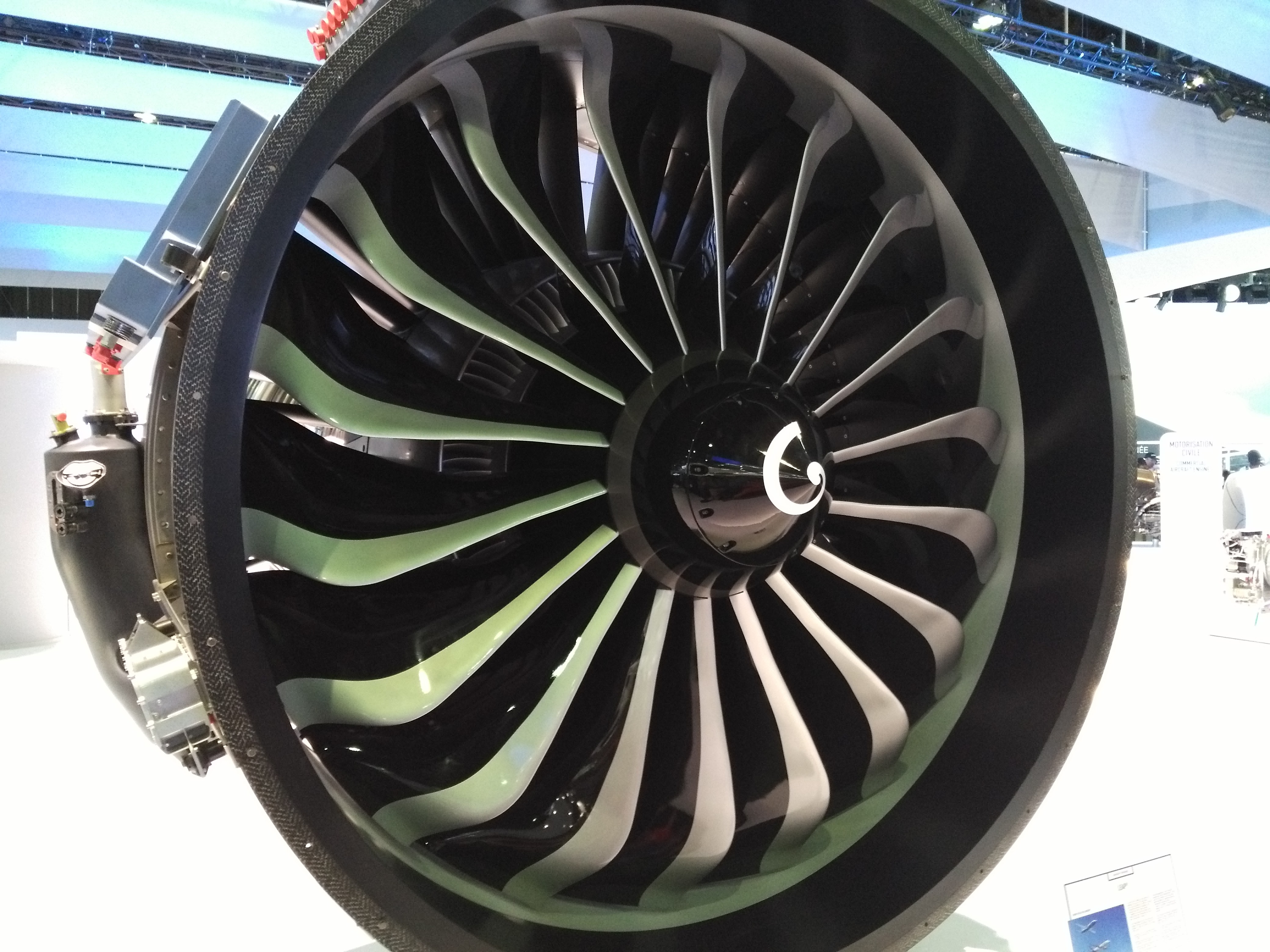
18個葉片的發動機

737 MAX使用CFM國際 LEAP-1B發動機。LEAP-1B與波音787一樣採用蛋殼型整流罩降低客艙內的噪音。 LEAP-1B最初比原本波音737新世代的CFM56發動機(直徑61吋)提升10-12%效率， 並使用18個碳纖維強化聚合物葉片達成9:1旁通比及比原發動機減少40%噪音。由於要維持引擎與地面間的淨高，737 MAX使用的LEAP-1B發動機只有69.4吋（176厘米），A320neo使用的LEAP-1A則達到78吋（198厘米）。較小的直徑導致涵道比較低，降低了引擎效率。
2011年8月，波音在新發動機直徑66吋與68吋之間做選擇，為了讓起落架做最小的變更，且讓新的發動機維持與地面17吋（43.18厘米）的淨高。2011年11月，波音決定採用較大直徑的發動機，同時需要將起落架加長6-8吋。
2012年5月，波音進一步將發動機直徑增加到69.4吋，同時在2013年中最終設計完成前微調了發動機核心以配合增加的發動機直徑。
2014年6月13日進行LEAP-1B首次運轉測試。2016年5月4日取得FAA與EASA的認證。2017年5月4日，波音宣布由于LEAP-1B引擎低压涡轮盘（LPT）可能存在品質缺陷，决定暂时停飞目前仍在试飞阶段的737MAX， 並於同年5月12日恢復試飛。

### MCAS系统
波音公司為波音737 MAX系列飛機設計的MCAS系統全稱為「機動特性增強系統」（Maneuvering Characteristic Augmentation System），用以在襟翼收上和飞机大迎角时增强俯仰特性。
MCAS系统可以在大坡度转弯增加载荷因子，以及襟翼收上后速度接近失速速度时指令安定面往飞机低头方向配平飞机，以增强飞机的俯仰特性。MCAS系统只在襟翼收上的手动飞行时生效，並且不需要飛行员指令。MCAS系统设计成允许飞行机组使用驾驶盘上的电动配平电门和操纵台上的安定面配平切断电门来操控MCAS指令。该功能由飛行控制計算機（FCC）使用传感器和其他飞机系统的输入信号来控制。
MCAS系统在飞机迎角超过基于空速和高度的一定的阈值时生效。安定面的增量控制限制在2.5度。速率为每秒0.27度。在高马赫数时，安定面的输入量较小，低马赫数时较大。一旦在飞机迎角小于迎角的阈值或者飞行机组指令了安定面配平后此功能会重置。如果当初的增大的AOA状况还依旧存在，MCAS会依照当前启动时的马赫数重新指令安定面低头配平。
MCAS系統完全依賴一個攻角傳感器作為數據來源，這和以往飛機設計當中的冗餘原則不符。根據澳洲《60分鐘時事雜誌》引述美國《西雅圖時報》的報導，接受採訪的波音工程師表示：讓MCAS系統完全依賴一個攻角傳感器是刻意為之。這是因為因為波音高層下了「737 MAX無論如何不能需要飛行員進行模擬器訓練」的死命令，但聯邦航空管理局規定：只要在飛機上安裝任何依賴多個傳感器的新系統，飛行員就必須接受D級（最高級）模擬器訓練。
MCAS系統没有在737 MAX 10飛機上安装。

## 型號
737 MAX 7、8及9分別用來取代上一代737-700、737-800及737-900系列。為了與A321neo競爭，波音研發機體更大的737 MAX 10。
737 MAX 8在2017年5月開始服役。737 MAX 9在2018年3月開始服役。2019年3月11日，737 MAX因發生兩宗空難而停飛，2020年1月開始暫時停止生產。

### 737 MAX 7

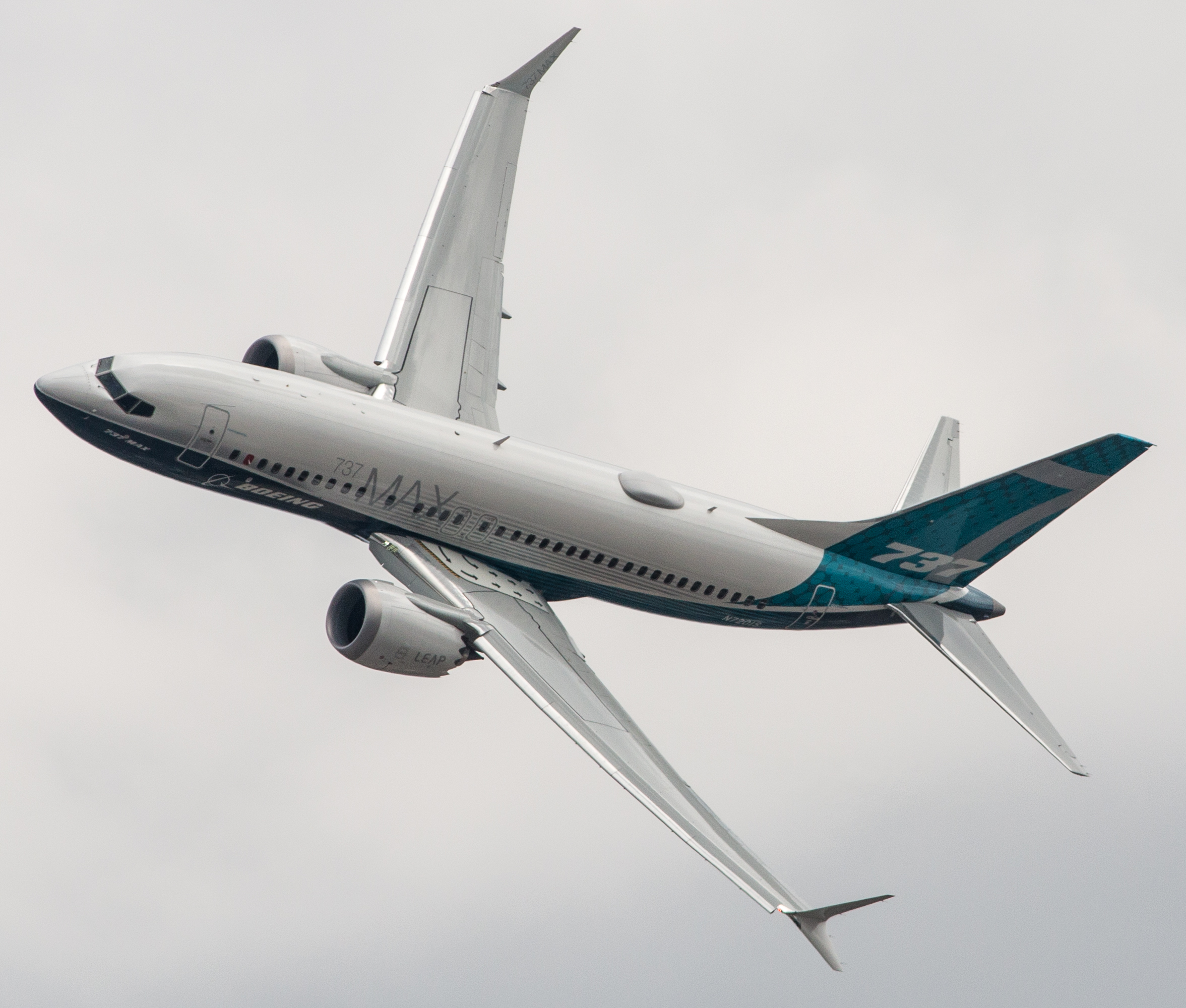
737 MAX 7，拍攝於2018年范堡罗航展

737 MAX 7用來取代737-700，比737-400略短。與上代相比，座位多兩排，共有138座，增加12座。飞行距離增加1000海里（1900公里），平均座位成本減少18%。

### 737 MAX 8

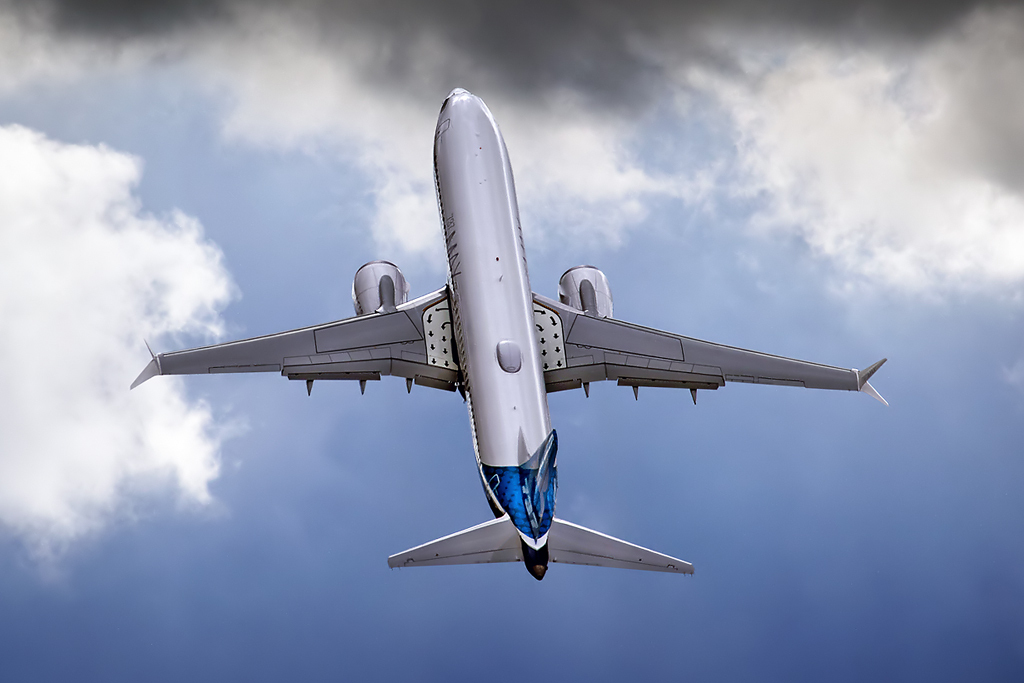
737 MAX 8

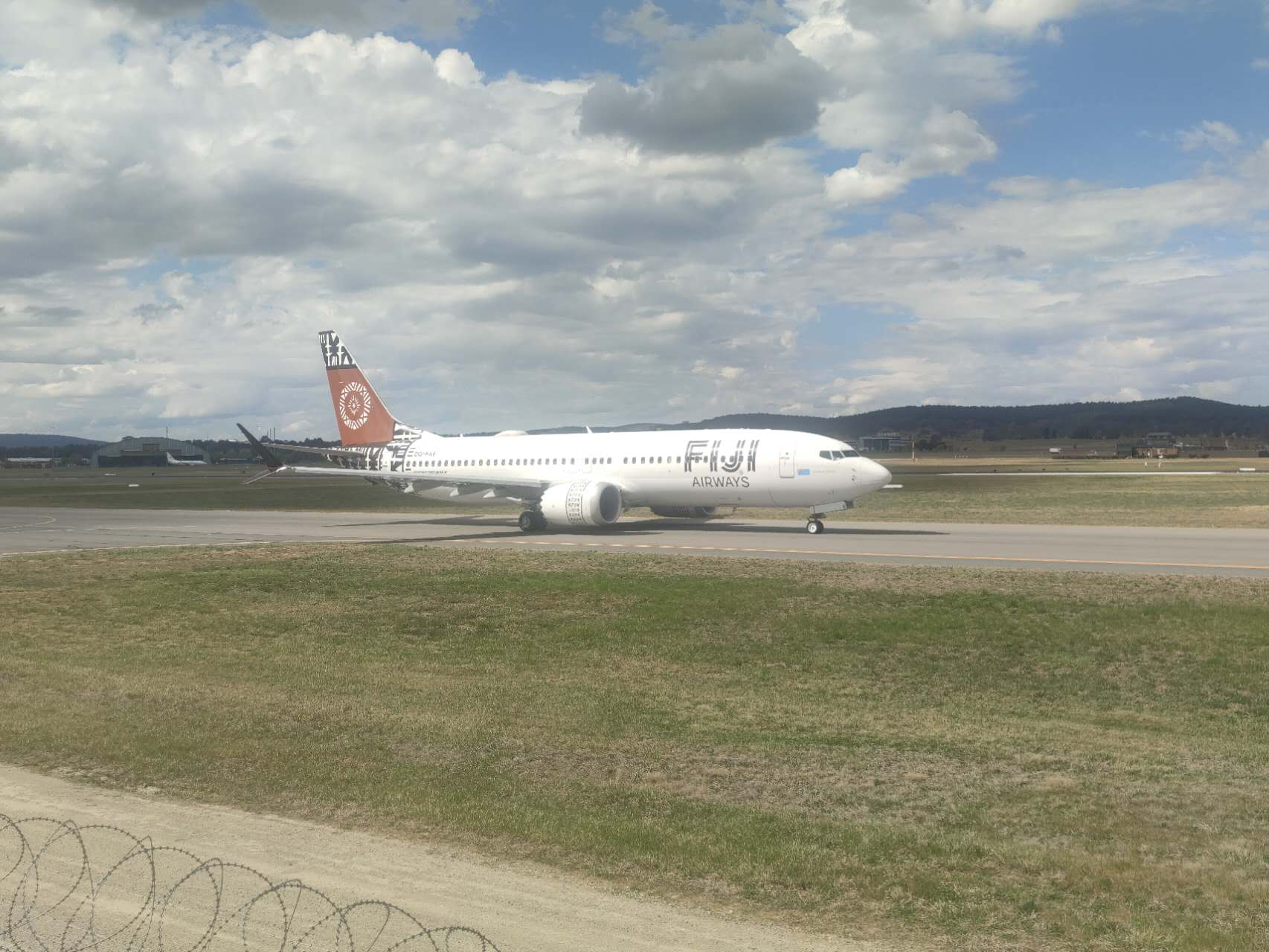
斐济航空波音737 Max 8，摄于堪培拉国际机场

737 MAX 8是MAX系列中第一個研發的型號，用來取代737-800。相比A320neo，MAX 8的空重較低，且最大起飛重量較高。

#### 737 MAX 200
737 MAX 200（737-8-200）是高密度版737 MAX 8，為符合監管要求，左右兩側各增加了一個逃生出口。由於要增加座位數目，航空餐車由八架減到五架，座椅寬度也較小。

### 737 MAX 9

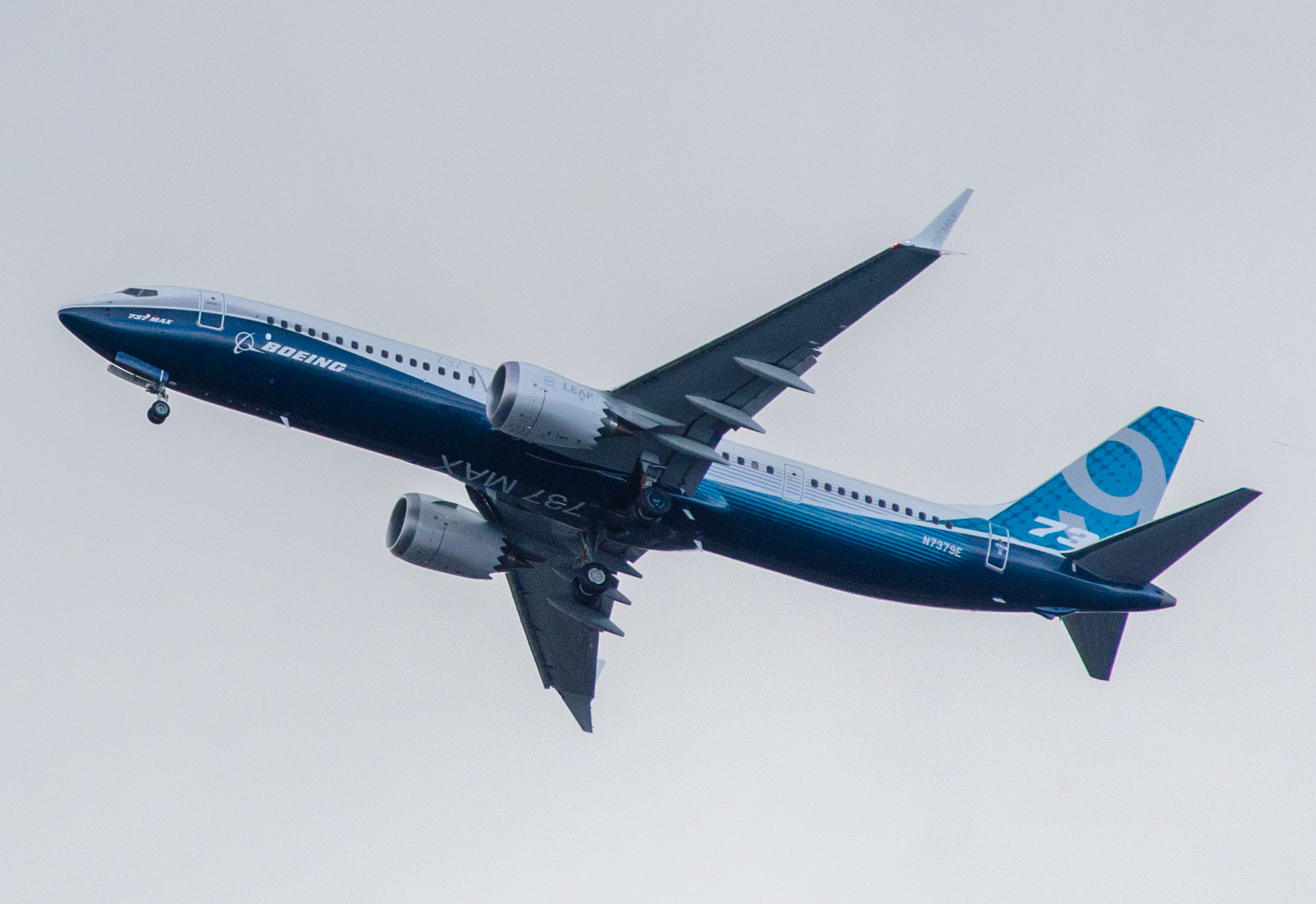
737 MAX 9 於2017年4月13日首飛

737 MAX 9用來取代737-900，它是MAX 8的加長版。與MAX 8相比，最大起飛重量由82噸增加至88噸，飛機距離則保持在3300海里（6110公里）不變。

### 737 MAX 10
737 MAX 10是全新機種。相比737 MAX 9，其長度再加長6尺，全經濟艙下可載230人，但航程減少至3100海里（5740公里）。預計於2026年投入服務。
之前，主要競爭對手A321neo與737 MAX 9的銷售數量達5:1。為了與空中巴士競爭，波音在2016年決定研發737 MAX 9的加長版MAX 10，將配備更大的引擎、強化的機翼及起降架。雖然載客量與A321XLR相近，但航程遠少於對手的4700海里（8700公里）。Max 9的起降性能已低於A321，Max 10的性能則比Max 9更低。
2019年11月22日，首架737 MAX 10在華盛頓州倫頓廠房亮相。當時，737 MAX仍被禁飛，MAX 10的銷量為531架，對手A321neo的銷量為3142架。
2021年6月18日，首架737 MAX 10於西雅圖附近的倫頓市機場試飛，飛行了大約2.5小時。
2022年10月3日，美国联邦航空管理局局长在与参议院议员的的信中表示，波音计划737 MAX 10将不早于2023年夏天取得适航证。

### 公务机型号
BBJ MAX為BBJ的變種，採用新的發動機LEAP-1B，比BBJ公務機減省油耗、增加航程及降低營運成本。目前推出的版本有：
- BBJ MAX 7：用以取代BBJ1，已於2016年10月亮相，可飛行7000海哩比原BBJ1更遠且減省10%營運成本。[92]
- BBJ MAX 8：用以取代BBJ2，已於2018年4月16日首飛，再安裝1個輔助油箱時可飛行6640海哩。[93]
- BBJ MAX 9：用以取代BBJ3

## 运营者

### 订单与交付

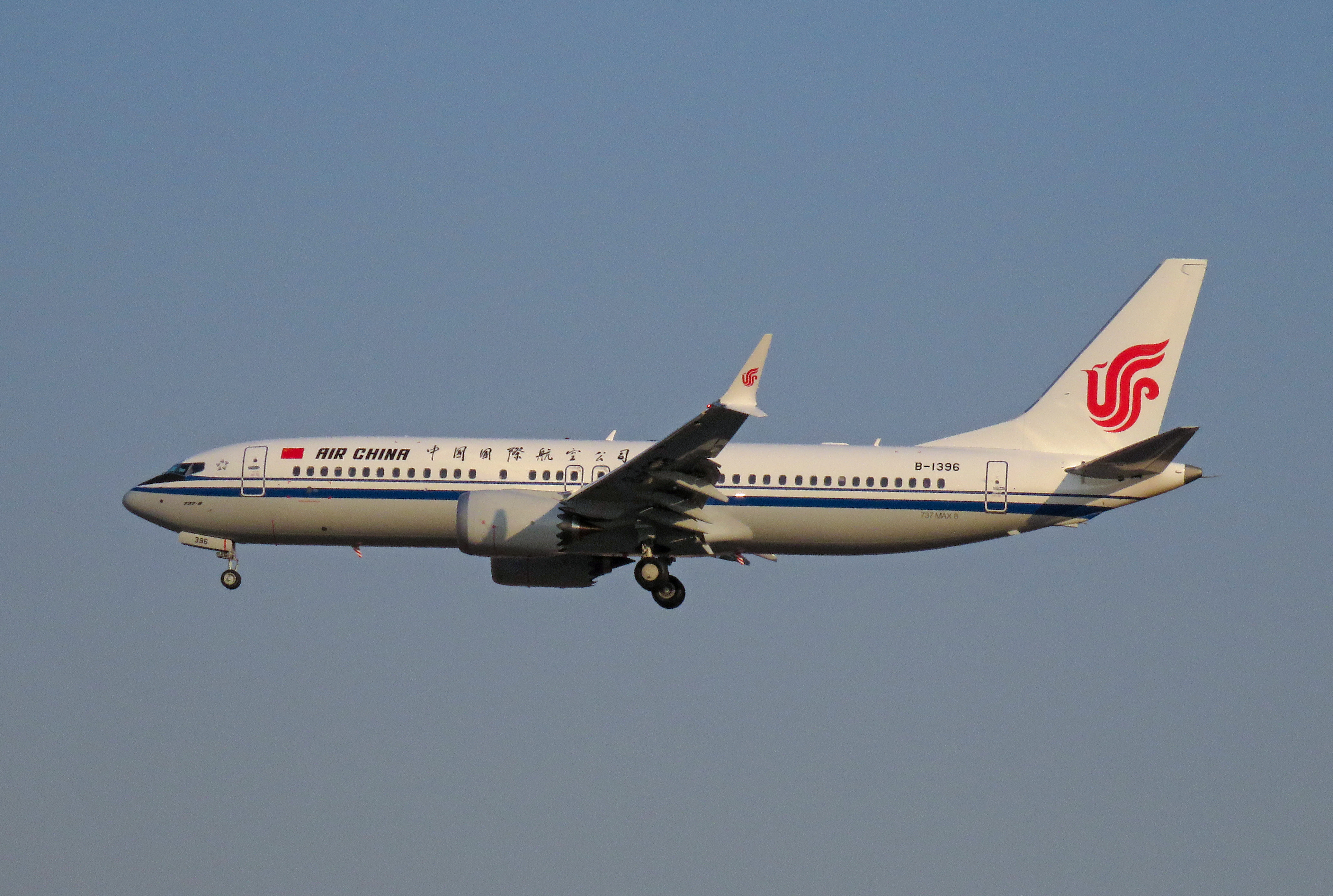
中国国际航空的波音737 MAX于北京首都国际机场

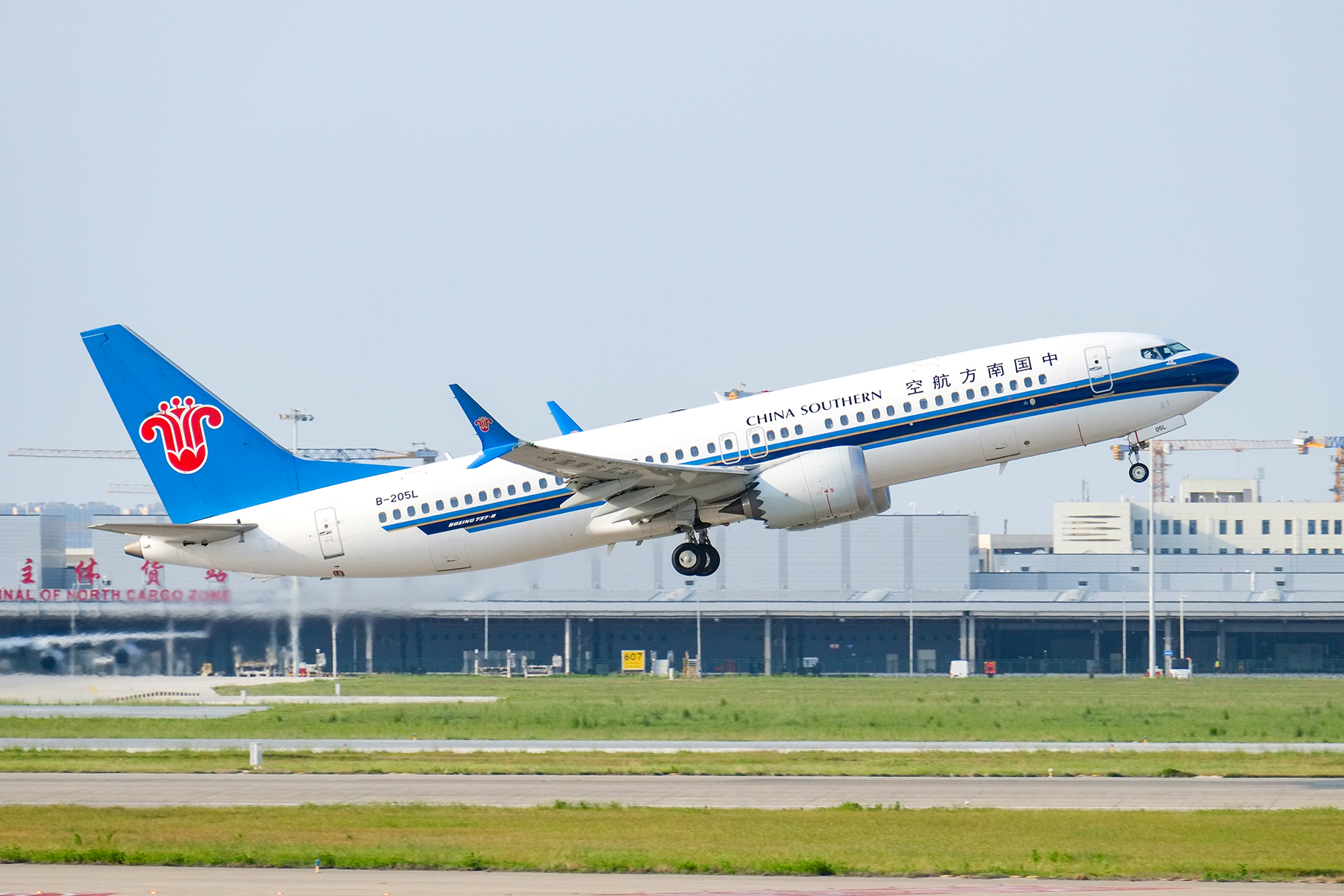
中国南方航空的波音737 MAX于郑州新郑国际机场

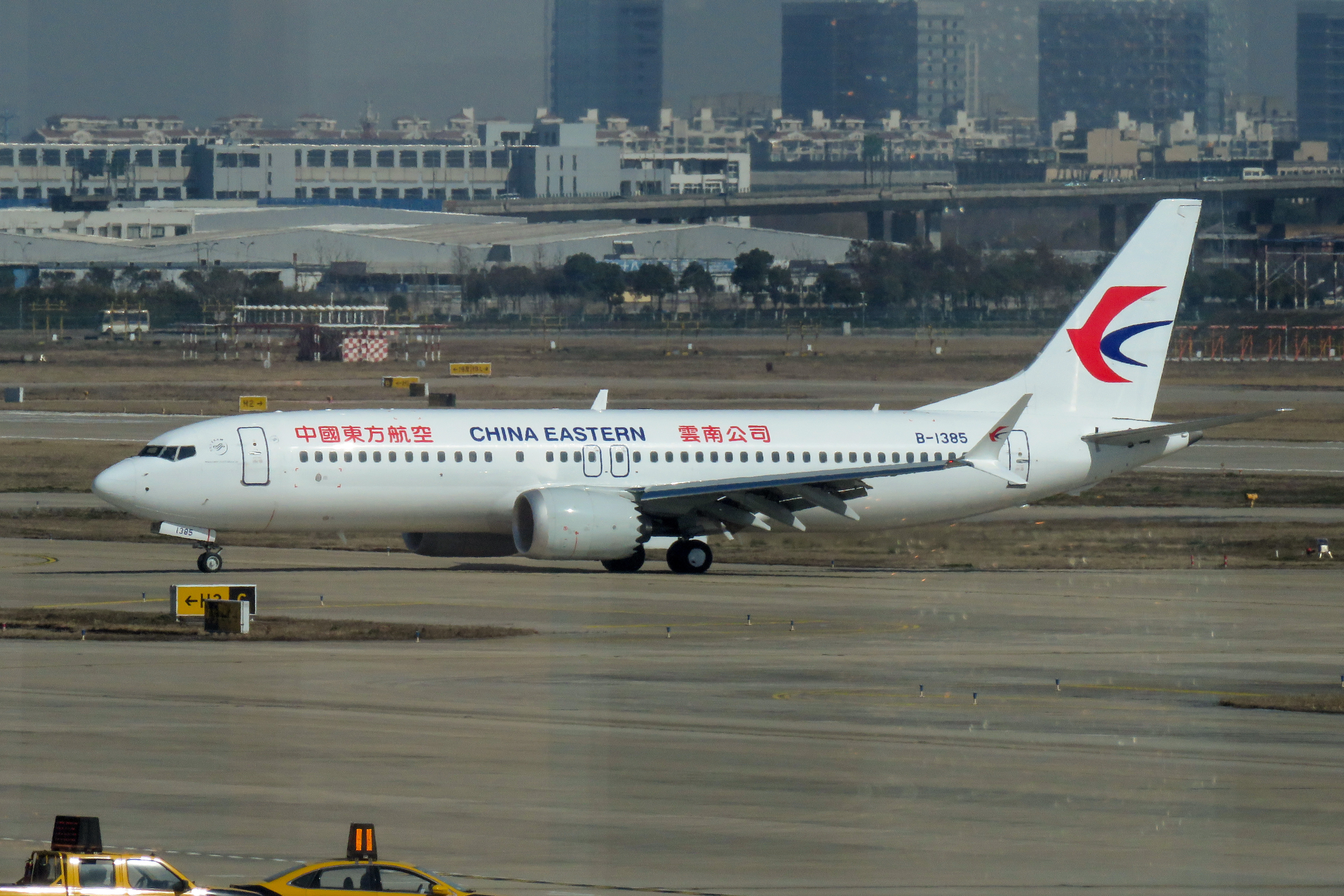
东航云南公司的波音737 MAX于上海虹桥国际机场

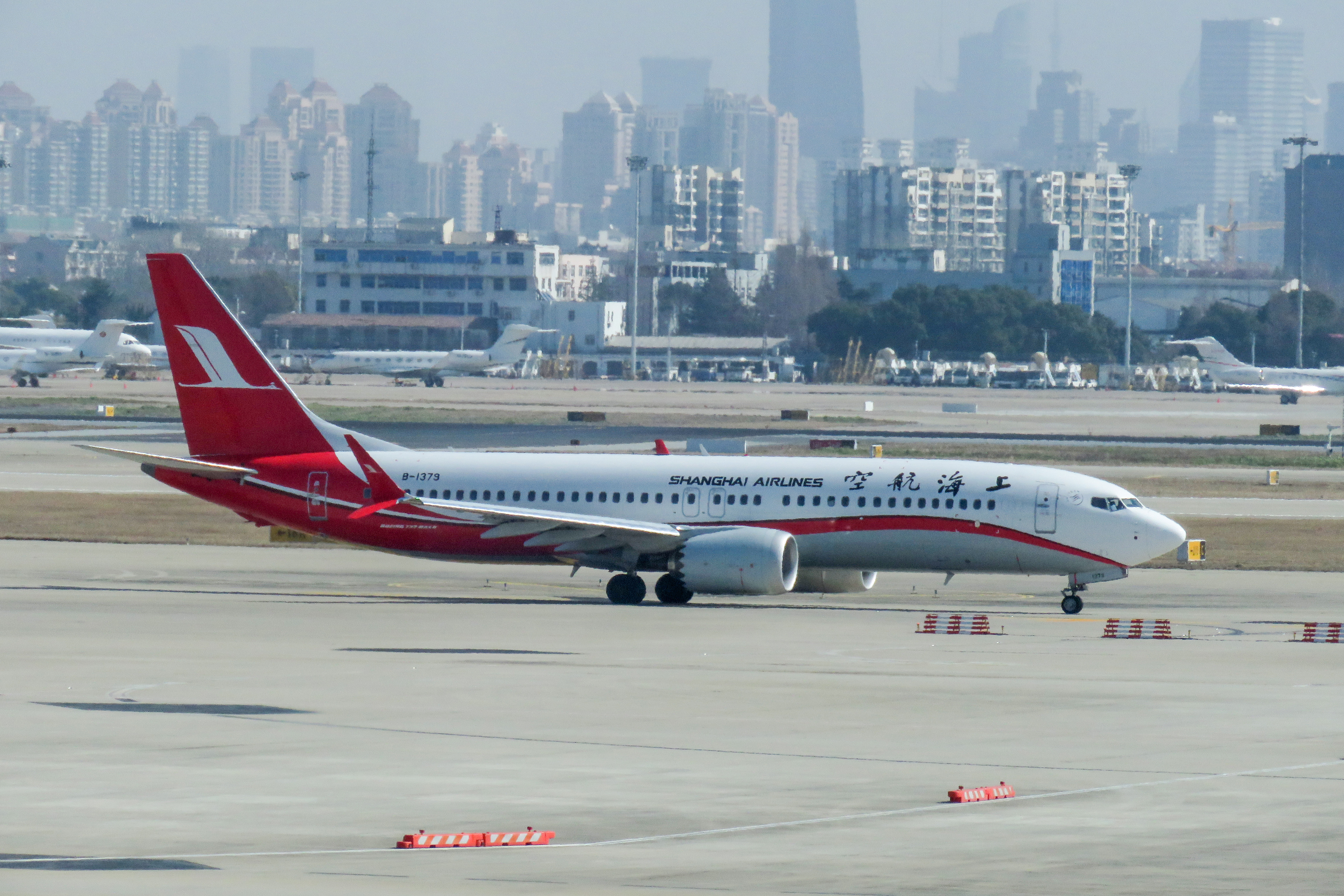
上海航空公司的波音737 MAX于上海虹桥国际机场

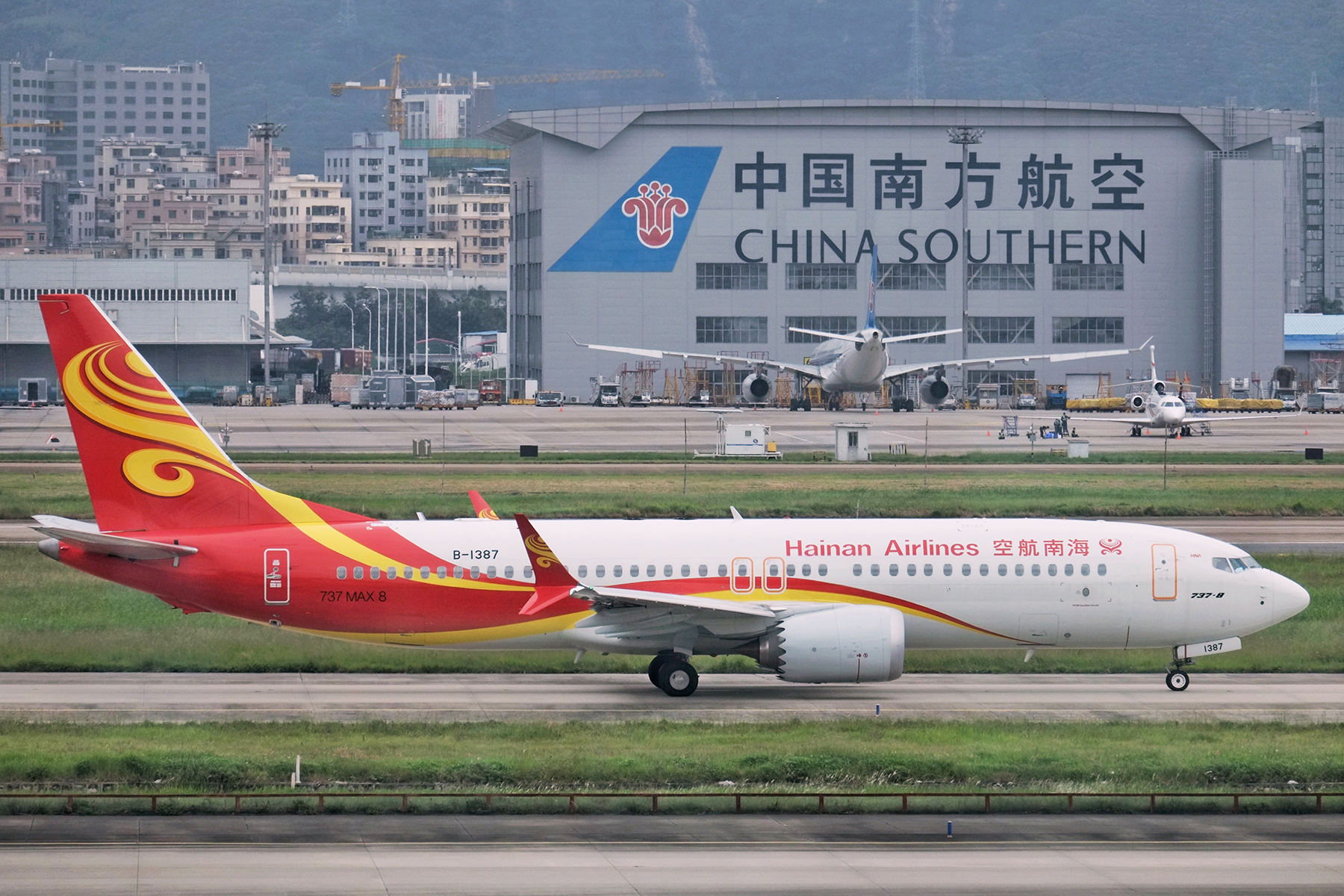
海南航空公司的波音737 MAX于深圳宝安国际机场

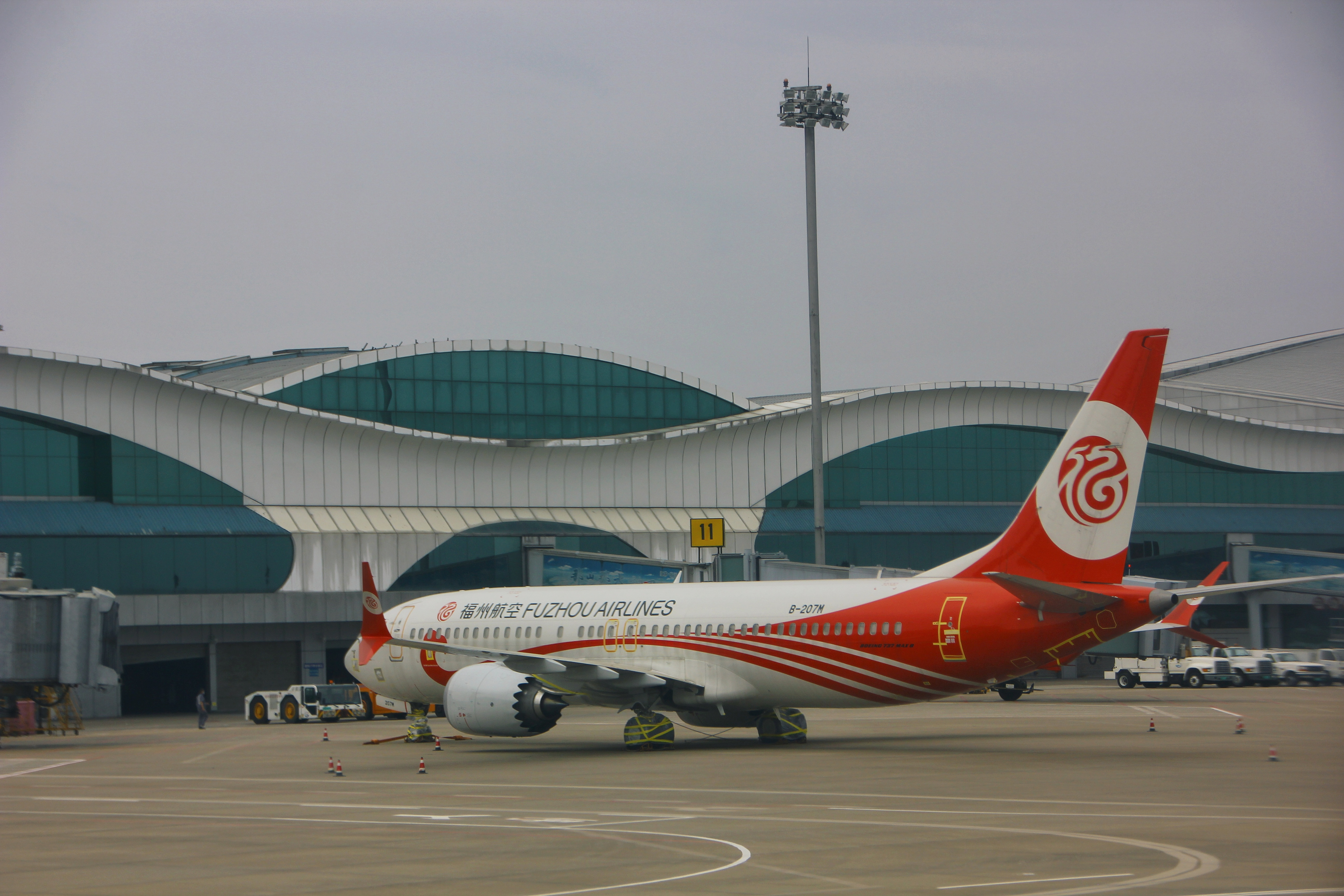
福州航空的波音737 MAX于徐州观音机场

| 首次下單日期 | 國家或地區  | 客戶                         | 型號                                           | 訂購數 |
| ------------ | ----------- | ---------------------------- | ---------------------------------------------- | --- |
| 2011/12/13   | 美國        | 西南航空                     | 30架737 MAX 7，280架 737 MAX 8                 | 310（其中33架737MAX 8已交付，已在2017年底交付） |
| 2012/1/24    | 挪威        | 挪威航空                     | 737 MAX 8                                      | 101（已交付3架737MAX 8，首架已於2017年8月交付） |
| 2012/2/22    | 印度尼西亞  | 印尼獅航                     | 305架737 MAX 8，300架737 MAX 9，50架737 MAX 10 | 655（其中5架737 MAX 8已交付） |
| 2012/7/6     | 澳大利亞    | 維珍澳大利亞                 | 737 MAX 8                                      | 40（預計在2019年交付） |
| 2012/7/3     | 美國        | Air Lease Corporation（ALC） | 65 737 MAX 8, 15 737 MAX 9                     | 80 |
| 2012/7/12    | 美國        | 聯合航空                     | 61架737 MAX 9，100架737 MAX 10                 | 161（其中3架737 MAX 9已交付，剩餘預計在2020至2022年交付） |
| 2012/9/20    | 愛爾蘭      | Avolon                       | 10 737 MAX 8, 5 737 MAX 9                      | 15 |
| 2012/10/1    | N/A         | 匿名用戶                     | 737 MAX                                        | 193 |
| 2012/10/1    | 巴西        | 高爾航空                     | 737 MAX 8                                      | 120（預計在2018年交付） |
| 2012/10/3    | 美國/愛爾蘭 | GECAS                        | 737 MAX 8                                      | 75 |
| 2012/10/11   | 美國        | 阿拉斯加航空                 | 737 MAX 9                                      | 32（預計在2019交付） |
| 2012/11/4    | 科威特      | ALAFCO                       | 737 MAX 8                                      | 20 |
| 2012/11/5    | 墨西哥      | 墨西哥國際航空               | 737 MAX 8                                      | 60（預計在2017年交付） |
| 2012/11/14   | 新加坡      | 勝安航空                     | 737 MAX 8                                      | 37（其中5架已交付） 2019年起订单开始逐步转向母公司新加坡航空。 |
| 2012/11/14   | 新加坡      | 新加坡航空                   | 737 MAX 8                                      | 37（其中5架已交付） 2019年起订单开始逐步转向母公司新加坡航空。 |
| 2013/1/2     | 美國        | Aviation Capital Group       | 50 737 MAX 8, 10 737 MAX 9                     | 60 |
| 2013/2/1     | 美國        | 美國航空                     | 737 MAX 8                                      | 100（其中24架已交付，首架已於2017年交付） |
| 2013/2/13    | 冰島        | 冰島航空                     | 9架737 MAX 8，7架737 MAX 9                     | 16（預計在2018-2021年交付） |
| 2013/5/14    | 土耳其      | 土耳其航空                   | 65 737 MAX 8, 10 737 MAX 9                     | 75（其中12架737MAX 8及737 MAX 9） |
| 2013/6/19    | 美國        | CIT集團                      | 737 MAX 8                                      | 30 |
| 2013/7/10    | 英國        | TUI Travel                   | 60 MAX                                         | 60 |
| 2016年5月    | 越南        | 越捷航空                     | 100架737 MAX 8，80架737 MAX 10                 | 180架（預計在2019年交付，但因發生埃塞俄比亞航空302號班機空難，之後越南民航局宣佈不會再向當地航空公司發出飛行許可證，預計將影響這180架737 MAX 8及 737 MAX 10的交付） |
| 2018/3/22    | 中国大陆    | 廈門航空                     | 24架 737 MAX 8及 10架 737 MAX 10               | 34（其中10架737 MAX 8 已於2018年5月交付，而737 MAX 10 將於2019年交付）                                                                                              |
| 2018年7月    | 美國        | Air Lease Corporation        | 737 MAX 8                                      | 75 |
| 2018年11月   | 韓國        | 濟州航空                     | 737 MAX 8                                      | 17 |
| 2018年12月   | 中国大陆    | 福州航空                     | 737 MAX                                        | 50 |
| 2023年2月    | 香港        | 大灣區航空                   | 737 MAX 9                                      | 15 |
| 合計         | 合計        | 合計                         |                                                | 2,611 |

### 型號統計
| 型號        | ICAO編號 | 訂購數 | 已交付 |
| ----------- | -------- | ------ | ------ |
| 737 MAX-7   | B37M     | 371    | -      |
| 737 MAX-8   | B38M     | 5313   | 1141   |
| 737 MAX-9   | B39M     | 549    | 226    |
| 737 MAX-10  | B3XM     | 1177   | -      |
| 737 MAX-200 | -        | 491    | 154    |
| 合計        | 合計     | 7901   | 1521   |

數據來自波音公司（2024年5月31日）
備註
1. ↑  737 MAX 8啓始客戶
2. ↑  737 MAX 9啓始客戶

### 客戶
737 MAX 7
- 波音公務機
- 西南航空

737 MAX 8
- 中国南方航空
- 中国国际航空
- 中国东方航空
- 海南航空
- 九元航空
- 山东航空
- 深圳航空
- 上海航空
- 厦门航空
- 奥凯航空
- 福州航空
- 昆明航空
- 祥鹏航空
- 全日本空輸
- 易斯達航空
- 大韓航空
- 蒙古民用航空
- 獅子航空
- 嘉魯達印尼航空
- 新加坡航空
- 斐濟航空
- 香料航空
- 印度捷特航空
- 斯卡特航空
- 土耳其航空
- 焦倫東航空
- 迪拜航空
- 阿曼航空
- 英國途易航空
- 西伯利亞航空
- 冰島航空
- SmartWings
- LOT波蘭航空
- 恩特航空
- 意大利航空
- 挪威航空
- 埃塞俄比亞航空
- 康姆航空
- 摩洛哥皇家航空
- 茅利塔尼亞國際航空
- 美國航空
- 西南航空
- 加拿大航空
- 西捷航空
- 陽翼航空
- 墨西哥國際航空
- 開曼航空
- 高爾航空
- 阿根廷航空

737 MAX 9
- 泰國獅子航空
- 土耳其航空
- 迪拜航空
- 冰島航空
- 聯合航空
- 巴拿馬航空
- 大灣區航空

737 MAX 10
- 卡達航空
- 印度航空
- 聯合航空

## 空难与事故

### 全球停飛
2018年10月29日，狮子航空610号班机，一架注册编号为PK-LQP的波音737 MAX 8在起飛後13分鐘在印尼以北海域坠毁，机上189人全部遇难。涉事飞机由中国中民投租赁公司擁有，於2018年7月30日首飛，同年8月13日租賃予狮子航空， 8月18日投入服務， 机龄仅2个月。初步調查顯示：涉事飛機其中一個攻角感應器失靈，導致機動特性增强系统(MCAS)錯誤地判定飛機即將失速，從而控制飛機進入俯衝，而飛行員對此系統缺乏認知，最終飛機因未能及時改平而墜毀。
2019年3月10日，埃塞俄比亚航空302号班机，一架注册编号为ET-AVJ波音737 MAX 8在起飞6分钟后坠毁，机上157人全部遇难。涉事飞机于2018年10月30日首飛，同年11月15日交付，机龄仅4个月。
由於波音737 MAX客機在不足半年內發生兩宗致命空難事故，造成346人遇難。兩宗空難有許多相似之處：兩宗空難機型均為737 MAX 8；皆在起飛階段失事，均疑似因迎角傳感器故障或機動特性增强系統(MCAS)反應過度導致機師與電腦導航惡性對抗最終使得飛機墜毀。墜毀事件後，3月11日，美國聯邦航空總署發出公告，稱該機型持續適航，可以安全飛行。中國民用航空局則發出《關於暫停波音737-8飛機商業執行的通知》，成為全球首個下令禁飛波音737 MAX的政府監管機構。3月12日，歐盟、澳洲及新加坡等地相繼宣布停飛。美國以及其餘30多個國家最終在3月13日宣布停飛。
截至2019年3月14日（UTC+8）， 全球已無允許波音737 MAX進行起降的國家或地區。同日，波音公司宣布暫停向航空公司交付737 MAX飛機。 2019年3月26日， 西南航空8701班機，起飛後出現“發動機故障”而緊急迫降 奧蘭多國際機場， 同日，美國航空宣布禁飛737 MAX至4月24日。2019年4月7日，美國航空宣布將737 MAX禁飛令延長至6月5日。4月14日，波音737 Max禁飛令再次延后至8月19日。
2020年9月16日，美国众议院成立的调查组发布的调查报告认定，狮子航空610号班机空难與埃塞俄比亚航空302号班机空难是由波音公司和美国联邦航空管理局一系列严重错误共同所致，两者应对空难事件负责。

#### 減少生產、停產及恢復生產
2019年4月，波音宣佈因應禁飛令，737 Max生產數量由每月52架減少到42架。波音最初預期客機可以在短時間內重飛，因此在未能交付的情況下依然繼續生產。隨著重新認證的時間推遲到2020年，波音開始面對流動資金短缺的問題。2019年12月16日，波音宣布自2020年1月起短暫停產737 MAX型客機，直到取得證書後，方可立即投入生產。2020年1月22日，波音新任總裁表示，737 MAX預計可在同年6月復飛，故此款飛機預計將於4月起恢復生產。
不料原定重啟工廠的計畫，受到新型冠状病毒病疫情影響打擊，2020年4月6日，波音公布西雅圖廠房將會無限期暫停運作，並進一步推遲重新認證及恢復生產的時間。雖然737 MAX無限期停產，但同月16日，波音宣佈旗下民航機生產線將於四日後（4月20日）逐步重開，西雅圖廠房27,000員工返回工作崗位，747、767、777及787均恢復生產。737生產線的員工將會率先復工，為重啟生產作準備工作。

#### 獲准
2020年11月18日，美國聯邦航空管理局批准波音737 MAX在进行必要的升级后可以重新投入使用。同年11月24日，歐洲航空安全局發布了波音737 MAX適航意見徵求稿。11月25日，巴西航空局（ANAC）批准波音737MAX恢复运营。但是，加拿大及中國當時暫未有意批准。12月2日，美國航空使用波音737MAX進行，事故後首次載客飛行，並表示在同年12月末重啟該機型商業航班路線。 美國聯合航空公司 、美国西南航空公司分别計劃在2021年第一季度、第二季度重新啟用該機型。至於巴西的高爾航空，則於2020年12月9日率先執飛737MAX解禁後的全球首班商業航班，從聖保羅飛往阿雷格里港。其後，包括巴拿馬航空在內的部分中南美洲航空公司，亦隨之恢復接收737MAX。而加拿大在啟動復飛程序時，波音737 MAX時出現引擎故障，導致非緊急迫降。
至2021年1月，加拿大交通部亦准許737MAX復飛，當中西捷航空在同月21日率先採用此機種開出WS115航班，從卡加利飛往溫哥華。歐洲航空安全局 (EASA) 亦在2021年1月27日批准737 MAX在歐洲復飛。
2021年8月初，737 MAX前往上海進行試飛，以爭取中國民用航空局解除禁令。12月2日，中國民航局發布適航指令，737 MAX重獲適航許可。12月28日，印尼交通部解除波音737 MAX禁飛令。

#### 因電力問題再度建議停飛
波音於2021年4月9日發表聲明，建議16間航空公司停飛部分737 MAX客機，以解決潛在電力問題。波音告知航空公司，表示每架飛機可能需時數小時，甚至幾日時間去修理，待解決電力系統問題後再復航。美國三大737 MAX客機營運商，包括西南航空、美國航空和聯合航空指已經暫時停飛超過60架同款飛機。

#### 再度部分停飞和復飛
2024年1月5日，阿拉斯加航空1282号班机事故，一架注册编号为N704AL的波音737 MAX 9起飞不久后，一个紧急逃生门塞爆炸导致飞机快速减压，最终紧急迫降于波特兰国际机场，机上177人无人伤亡。飞机机龄仅约2个月。阿拉斯加航空在事件后决定暂时停飞公司的65架波音737 MAX 9客机。美国联邦航空管理局随后也下令暂时停飞全美境内运营的与事故客机相同的未对翼后舱门进行激活的该型号客机，涉及约171架，以完成安全检查。
1月26日，阿拉斯加航空宣布恢复波音737 MAX 9型客机的商业运营。1月27日，美国联合航空公司表示，该公司已完成第一批波音737 MAX 9型飞机的检查并恢复运营。1月27日上午10时30分左右，首架波音737 MAX 9型飞机从纽瓦克飞往拉斯维加斯。

#### 訴訟
狮子航空610号班机空难和埃塞俄比亚航空302号班机空难發生後，2021年1月，美国司法部对波音公司提起刑事诉讼，并与其达成为期三年的暂缓起诉协议。波音同意支付超过25亿美元的罚款和赔偿。2024年5月14日，美国司法部认定波音违反了2021年达成的暂缓起诉协议。7月7日，波音公司接受美國司法部提出的认罪协议，承认在两起737 MAX空难中密谋欺诈美国联邦航空局。

### 其他事故
2018年11月14日，阳翼航空451号班机，一架注册编号为C-GMXB的载有的波音737 MAX 8在35000英尺巡航时机长一侧的座舱突然发生度数错误现象，随后气象雷达和防撞系统接连失效，随后经过机组处理成功降落多伦多机场，机上182人全部生还。这架飞机事发时机龄不足6个月。
2018年12月14日，挪威穿梭航空1933号班机注册编号为LN-BKE一架载有的波音737 MAX 8在伊朗境内突然发生左发动机熄火事故，飞机随后紧急迫降沙希德·阿亚图拉·达斯特盖卜国际机场，机上186人全部生还。但由于美国限制波音的零部件进出伊朗，飞机不得不选择在伊朗境内停场。
2019年1月6日，香料航空32号班机，一架注册编号为VT-MAX的波音737 MAX 8在瓦拉纳西附近时左发动机突然熄火，最终飞机紧急迫降瓦拉纳西机场，机上人员全部生还。这架飞机事发时机龄仅3个月。
2019年3月26日，西南航空8701号班机，一架注册编号为N8712L的波音737 MAX 8在起飞后不久宣布“因发动机问题”而紧急迫降于奥兰多国际机场，机上无人伤亡。 该飞机机龄为1.5年。

## 參數
|              | 737 MAX 7                                    | 737 MAX 8 / MAX 200                                                 | 737 MAX 9                                     | 737 MAX 10                                    |
| ------------ | -------------------------------------------- | ------------------------------------------------------------------- | --------------------------------------------- | --------------------------------------------- |
| 座位數       | 126（典型2級客艙） 172（最多）               | 162（典型2級客艙） 200（最多）                                      | 176（典型2級客艙） 220（最多）                | 188（典型2級客艙） 230（最多）                |
| 總長度       | 116英尺8英寸（35.36米）                      | 129英尺8英寸（39.52米）                                             | 138英尺 4英寸（42.16米）                      | 143英尺 8英寸（43.8米）                       |
| 翼展         | 117英尺10英寸（35.92米）                     | 117英尺10英寸（35.92米）                                            | 117英尺10英寸（35.92米）                      | 117英尺10英寸（35.92米）                      |
| 總高度       | 40英尺4英寸（12.3米）                        | 40英尺4英寸（12.3米）                                               | 40英尺4英寸（12.3米）                         | 40英尺4英寸（12.3米）                         |
| 最大起飛重量 | 177,600磅（80,286千克）                      | 181,200磅（82,191千克）                                             | 194,700磅（88,314千克）                       | -                                             |
| 最大降落重量 | 145,600磅（66,043千克）                      | 152,800磅（69,308千克）                                             | 163,900磅（74,343千克）                       | -                                             |
| 最大空油重量 | 138,700磅（62,913千克）                      | 145,400磅（65,952千克）                                             | 156,500磅（70,987千克）                       | -                                             |
| 空重         | -                                            | 99,360磅（45,070千克）                                              | -                                             | -                                             |
| 燃油容量     | 6,820 加侖 / 25,817 公升（無安裝輔助油箱時） | 6,820 加侖 / 25,817 公升（無安裝輔助油箱時）                        | 6,820 加侖 / 25,817 公升（無安裝輔助油箱時）  | 6,820 加侖 / 25,817 公升（無安裝輔助油箱時）  |
| 航程         | 3,850海哩 / 7,130 公里                       | 3,550 海哩/ 6,570 公里（MAX 8） 2,700 海哩/ 5,000 公里（MAX 8-200） | 3,550 海哩 / 6,570 公里 （安裝1個輔助油箱時） | 3,300 海哩 / 6,110 公里 （安裝1個輔助油箱時） |
| 引擎（×2）   | CFM International LEAP LEAP-1B               | CFM International LEAP LEAP-1B                                      | CFM International LEAP LEAP-1B                | CFM International LEAP LEAP-1B                |
| 引擎直径     | 69英寸（1.75米）                             | 69英寸（1.75米）                                                    | 69英寸（1.75米）                              | 69英寸（1.75米）                              |
| 巡航速度     | 0.79馬赫（453 kn；839 km/h）                 | 0.79馬赫（453 kn；839 km/h）                                        | 0.79馬赫（453 kn；839 km/h）                  | 0.79馬赫（453 kn；839 km/h）                  |
| 升限         | 41,000 英尺（12,000 米）                     | 41,000 英尺（12,000 米）                                            | 41,000 英尺（12,000 米）                      | 41,000 英尺（12,000 米）                      |
| ICAO名稱     | B37M                                         | B38M                                                                | B39M                                          | B3XM                                          |

資料來源：Boeing 737 specifications

## 註解
1. ↑  受停飞以及疫情影响，飞机曾在2020年1月至5月底期间停产，2020年5月起因波音的财政危机，737 MAX的订单减少影响和供应链危机仅进行少量生产。

## 外部連結
- Boeing: 737 MAX 因為（页面存档备份，存于）
- Airbus A320neo + Boeing 737MAX - Orders and Commitments: A Comparison （页面存档备份，存于） pdxlight